# Herrmannella hiatellai
Herrmannella hiatellai är en kräftdjursart. Herrmannella hiatellai ingår i släktet Herrmannella och familjen Sabelliphilidae. Inga underarter finns listade i Catalogue of Life.